# Afslagwerktuig

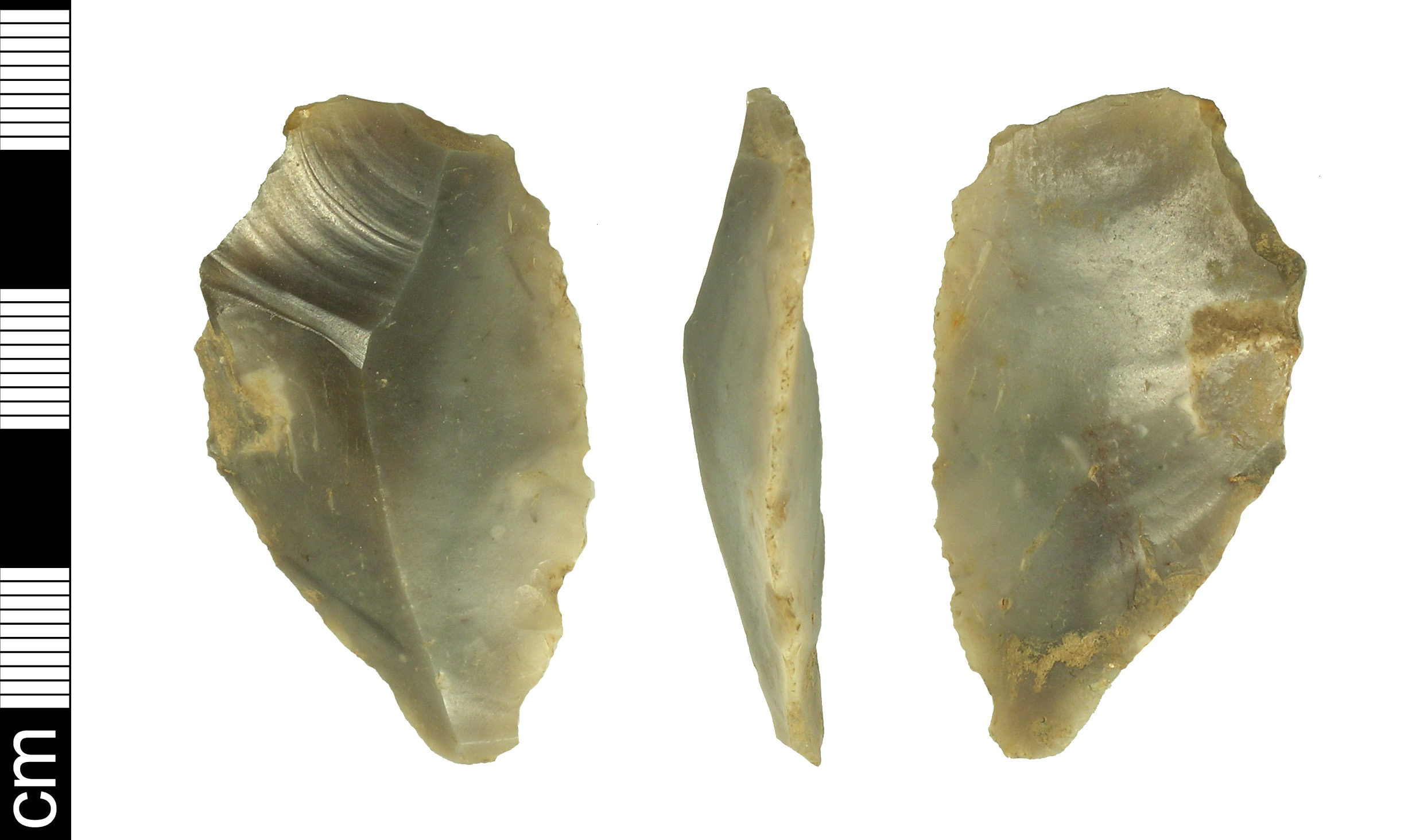
afslagwerktuig van vuursteen uit het neolithicum, gevonden in Hertfordshire, Engeland

In de archeologie is een afslagwerktuig een soort stenen werktuig dat in de steentijd werd gebruikt en dat werd gemaakt door een afslag van een geprepareerde stenen kern te slaan. Mensen in de prehistorie gaven vaak de voorkeur aan dit soort afslaggereedschappen boven andere gereedschappen, omdat ze vaak makkelijk te maken waren, extreem scherp konden worden gemaakt en makkelijk konden worden gerepareerd.
Afslaggereedschappen konden door retouchering worden aangescherpt om schrabbers of stekers te maken. Deze werktuigen werden gemaakt door kleine stukjes vuursteen af te breken of door een groter stuk af te breken en dat als gereedschap te gebruiken. 
Deze gereedschappen konden worden gemaakt door middel van afbikken, een effect dat voortkomt uit de natuurlijke eigenschappen van steen. Steen kan uiteenvallen als het vlak bij de rand wordt geraakt. Afslaggereedschappen worden gemaakt door debitage, een proces voor het produceren van stenen werktuigen met behulp van lithische reductie.